# Åke Pleijel
Åke Vilhelm Carl Pleijel (* 10. August 1913 in Stockholm; † 24. September 1989 in Västerled) war ein schwedischer Mathematiker.
Pleijel studierte ab 1932 in Stockholm, war eine Zeitlang Lehrer und wurde 1940 bei Torsten Carleman an der Hochschule Stockholm promoviert (Propriétes asymptotiques des fonctions et valeur propres de certain problèmes de vibrations). Er wurde 1949 Professor an der Königlichen Technischen Hochschule in Stockholm, danach ab 1953 an der Universität Lund und schließlich ab 1967 an der Universität Uppsala. 1979 emeritierte er.
Pleijel führte 1949 bei einem Aufenthalt am Institute for Advanced Study in Princeton mit S. Minakshisundaram zum Studium des Laplaceoperators auf kompakten Riemannschen Mannigfaltigkeiten die nach beiden benannten Zetafunktionen ein. Bei ihrer analytischen Behandlung benutzten sie die Wärmeleitungsgleichung (Heat Kernel), was einen großen Einfluss auf spätere Arbeiten (Michael Atiyah, Raoul Bott, Vijay Kumar Patodi u. a.) hatte.
1952 wurde er Mitglied der Königlich Schwedischen Akademie der Wissenschaften. 1975 wurde er zum Ehrenmitglied der Royal Society of Edinburgh gewählt.